# 留尼旺白䴉
留尼旺白䴉是一种已经灭绝的白鹮属鸟类，为印度洋岛屿留尼汪的特有种。其亚化石遗骸最初发现于1974年，并且在1987年初次科学描述。其最近的近缘种为马岛白鹮及蓑颈白鹮。17世纪至18世纪期间，留尼汪岛上的旅行者曾记述过一种白色的鸟，其飞行时十分费力，倾向于单独活动，于是便被称为“留尼汪孤鸽（Réunion Solitaire）”。
19世纪中叶，过去旅行者的记述被错误地认为是渡渡鸟的一种白色近缘种，尤其是一份描述明确提到了岛上的渡渡鸟，而且一些描绘着白色渡渡鸟的17世纪绘画也出现在世人面前。然而留尼汪岛上却从未发现过与渡渡鸟相似的化石，随后便有人提出质疑，认为这些绘画与该岛并无关系。同时还有其他对于这种鸟的真正所指的论述，但均只是依靠猜测。20世纪晚期，一种鹮类亚化石在岛上发现，这引发了一个想法，即旧有的记述实际上指的是一种鹮。认为“孤鸽”和鹮类亚化石同属一种的观点最初受到了一些攻击，但目前已经被广泛接受。
将过去的描述和亚化石联系起来后，可以认为留尼旺白䴉整体为白色，混有一些黄色和灰色。处于身体后方的翼尖和与鸵鸟羽毛类似的长羽（plume）为黑色。颈部和腿部很长，喙对于鹳来说更短而直。其体型相较现存的近缘种更加健壮，但其他方面相当类似。体长不超过65厘米。亚化石翼骨表明该物种飞行能力有一定下降，这一特征可能与季节性增重有关。留尼旺白䴉的食谱包括其他能够从土壤中获取的蠕虫及其他食物。17世纪时，该物种分布在山区，但可能由于岛屿上相对容易到达的位置狩猎活动十分严重，且有着引入物种，其分布可能限制在高海拔区域。前来留尼汪岛的拜访者会称赞其美味，因而也会为了食用捕杀售卖。普遍认为这些因素最终导致留尼旺白䴉在18世纪早期步入了灭绝。

## 分类
20世纪晚期之前，由于科学家能够得到的证据稀少又不够明确，留尼旺孤鸽的分类史混乱而复杂。目前普遍认为，所谓留尼汪岛的“白色渡渡鸟”只是一种出现在19世纪的错误猜测，当时只能基础少量的描述，加之17世纪荷兰画家彼得·维特霍斯和彼得·荷尔斯泰因二世所绘的毛里求斯白色渡渡鸟画作，因而才有如此猜测。
1625年，一位英国大副约翰·塔顿（John Tatton）首次特别提到留尼汪岛上有一种白色鸟。法国自1646年起占领该岛，并称这种鸟为“孤鸽（Solitaire）”。1699年，法国东印度公司的M. Carré对“孤鸽”进行了描述，并解释了其名称的由来：
我在此处看到一种在其他地方没有发现过的鸟。这种鸟被当地居民称为“孤鸽”，因为它确实喜欢独处，而且只出现在极为隐蔽的地方。从未有人见过两只以上的孤鸽同时出现，总是独自一只。这种鸟有点像火鸡，只是腿更长。那羽毛十分漂亮，人见人爱，颜色各有不同，更接近黄色。其肉质极为美味，是这个国家最好的菜肴之一，甚至是餐桌上的佳肴。我们想抓两只送到法国，献给陛下，但它们一上船就郁郁寡欢，不吃不喝而死。

I saw a kind of bird in this place which I have not found elsewhere; it is that which the inhabitants call the Oiseaux Solitaire for to be sure, it loves solitude and only frequents the most secluded places; one never sees two or more together; it is always alone. It is not unlike a turkey, if it did not have longer legs. The beauty of its plumage is a delight to see. It is of changeable colour which verges upon yellow. The flesh is exquisite; it forms one of the best dishes in this country, and might form a dainty at our tables. We wished to keep two of these birds to send to France and present them to His Majesty, but as soon as they were on board ship, they died of melancholy, having refused to eat or drink.
被孤岛放逐的胡格诺派教徒弗朗索瓦·勒加在1690年代时使用“孤鸽（solitaire）”这个名字来指代附近罗德里格斯岛上遇到的罗德里格斯渡渡鸟，这是一种与渡渡鸟有亲缘关系的鸟类。但如今普遍认为他借用了1689年马基·亨利·迪凯纳的一篇短文中的名字，文中提到了诸多留尼汪岛的物种。迪凯纳本人撰写描述时可能是基于更早的记载。没有任何“孤鸽”的标本保存下来。
卡雷曾尝试将两只“孤鸽”送去法国的皇家巡回动物园，但抓到的鸟都在圈养过程中相继死去。比亚尔（Billiard）声称，法国行政官贝特朗-弗朗索瓦·马埃·德·拉布尔多内在约1740年时从留尼汪岛送了一只“孤鸽”到法国。但由于目前普遍认为留尼旺白䴉在此之前就已经灭绝，所以这只鸟很可能实际上是一只罗德里格斯渡渡鸟。
当时唯一明确提到生活在留尼汪岛上的“渡渡鸟”的作家是荷兰水手威廉·邦特库，不过他并没有提及鸟的颜色：
这里也有“Dod-eersen”（古荷兰语对渡渡鸟的称呼），它们翅膀很小，几乎飞不起来，胖到几乎走都走不动，如果这种鸟想跑起来，肚子就会拖在地面上。

There were also Dod-eersen [old Dutch for dodos], which have small wings, and so far from being able to fly, they were so fat that they could scarcely walk, and when they tried to run, they dragged their under side along the ground.
1646年他的日志发行时，还附有一幅蚀刻画，如今证明这幅蚀刻画是模仿弗拉芒人画家鲁兰·萨弗赖的“克罗克美术馆写生”中的一只渡渡鸟所绘。由于邦特库遭遇沉船，遗失了1619年前往留尼汪岛之后所有的财物，他可能要七年后回到荷兰才能再写下这段叙述，因而其可靠性存在疑问。他可能只是事后认为那是一只渡渡鸟，因为他发现自己所见与渡渡鸟的描述十分相似。

### 早期解释
1770年代，法国博物学家布丰伯爵称渡渡鸟在毛里求斯岛和留尼汪岛上均有分布，但原因不明。他也将罗德里格斯渡渡鸟和一种毛里求斯的鸟类（“oiseau de Nazareth”，现今认为是一只渡渡鸟）的描述放在一起，同样还有卡雷所报告的“孤鸽”，并且都放在“孤鸽”一段下，这代表他相信留尼汪岛上既有渡渡鸟又有“孤鸽”。英国博物学家休·埃德温·斯特里克兰在自己1848年的书籍《渡渡鸟与其亲属》（The Dodo and Its Kindred）中讨论了关于“孤鸽”的旧有描述，得出的结论是这种鸟与渡渡鸟和罗德里格斯渡渡鸟都不相同，主要是因为颜色。
1848年，比利时科学家埃德蒙·德塞利·隆尚为“孤鸽”创造了学名Apterornis solitarius，并明确地将其认定为该属的模式种，此外该属中还包括了另外两种只能从过去描述中得知的马斯克林群岛鸟类，红秧鸡和留尼汪紫水鸡。由于Apterornis一名已经被英国生物学家理查德·欧文用在另一种鸟类身上，而此前其他的名称同样无效，于是1854年夏尔·吕西安·波拿巴又创造了二名法名称Ornithaptera borbonica（“Borbon”即波旁，为留尼汪岛的原法语名）。1854年，德国鸟类学家赫尔曼·施莱格尔将“孤鸽”置于渡渡鸟的同属下，并命名其为Didus apterornis。他根据当时的记载严格地进行了复原，结果得到了一只类似于鹮或鹳的鸟，而非渡渡鸟。
1856年，威廉·科克尔（William Coker）宣布发现了一幅17世纪的“波斯”画作，画中有一只白色渡渡鸟与其他水禽在一起，他是在英国见到的这幅画。其作者随后确认为彼得·维特霍斯，许多19世纪著名的博物学家认为这幅图像描绘的是留尼汪岛上的白色“孤鸽”，这一说法最初由鸟类学家约翰·古尔德提出。同时，又有多幅彼得·荷尔斯泰因二世的白色渡渡鸟画作在荷兰发现。后来，也有其他油画、素描也认定为描绘了白色渡渡鸟。1869年，英国鸟类学家阿尔弗雷德·牛顿认为，维特霍斯的画作和邦特库的回忆录中的版画描绘的是一只被带到荷兰的活体留尼汪渡渡鸟，又解释其圆钝的喙是因为进行了断喙处理，避免伤害人类。他还将插图和描述之间的不一致之处搁置，尤其有一份当时的记述暗示这种鸟的喙又细又长。
牛顿的言论进一步巩固了彼时同行之间对于两者联系的可靠性，其中几位还进一步阐述了他的观点。1917年，荷兰动物学家安东尼·科内利斯·奥德曼斯表示，画作和曾经的描述之间的差异是因为画作展示的是一只雌性，所以这种鸟类有着性二态。1907年，英国动物学家莱昂内尔·沃尔特·罗斯柴尔德宣称，黄色的翅膀可能是由于特定个体是白化病，因而过去的描述都称其为黑色。
到了20世纪早期，有许多其他画作甚至遗骸都宣称是白色渡渡鸟，尽管几乎都是出于猜测。罗斯柴尔德委托英国画家弗雷德里克·威廉·弗罗霍克给“孤鸽”复原，要依照维特霍斯的画作还原为白色渡渡鸟，也要按照法国旅行家西厄尔·迪布瓦1674年的描述还原为另一种鸟，用作他1907年的书籍《灭绝鸟类》的插图。1937年，日本作家蜂须贺正氏表示，过去的叙述和画作代表了两种不同的物种，并且将画作中的白色渡渡鸟称为Victoriornis imperialis（其名是向维托里奥·埃马努埃莱三世致敬），而将叙述中的“孤鸽”称为Ornithaptera solitarius（使用了波拿巴创造的属名）。蜂须贺正氏还表示，之前有一幅1618年意大利插图，认定为一只被捕猎的渡渡鸟，其实表现的是一只棕色的雄性留尼旺白䴉（由于罗德里格斯岛当时尚未有人居住，他将罗德里格斯渡渡鸟排除）。据他所说，由于此举厘清了两物种之间的混淆，又因为插图来自意大利，他才将白渡渡鸟以意大利国王命名。现如今普遍认为这张插图描绘的是鸵鸟或者鸨。

### 当代阐释

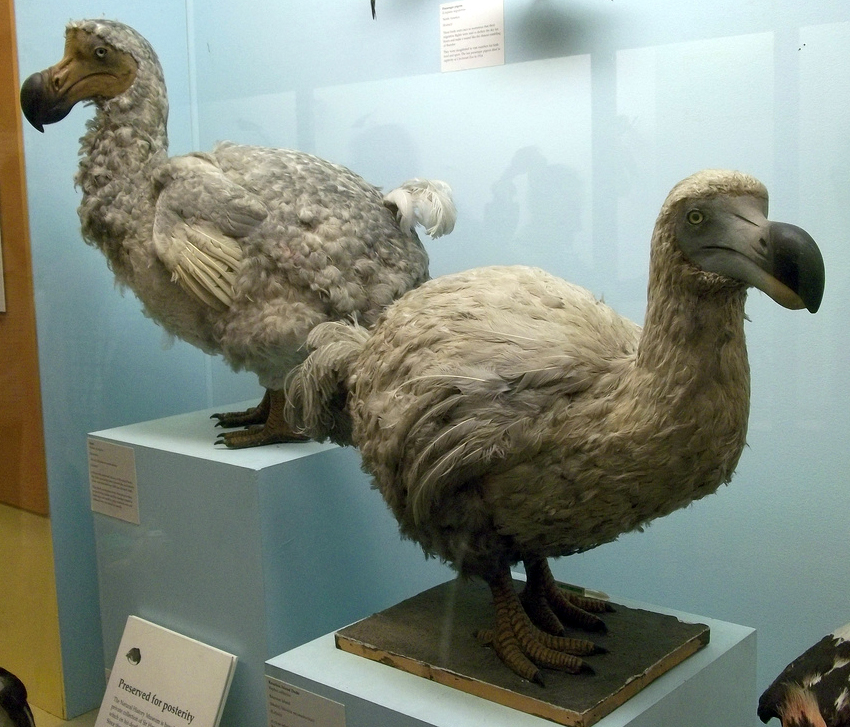
罗兰·沃德使用Rogue taxidermy制作的标本，右为设想的留尼汪渡渡鸟，左为毛里求斯岛的渡渡鸟，摄于伦敦自然历史博物馆

直到1980年代晚期，留尼汪岛上存在白色渡渡鸟的观点都是正统，仅有少数几个研究者对“孤鸽”的叙述和画作之间的联系表示怀疑。1958年，美国鸟类学家詹姆斯·考恩·格林威提醒，如果没有化石等切实的证据，就不应该做出结论，而且没有任何证据表示画作中的白色渡渡鸟与留尼汪岛有任何关系。1970年，美国鸟类学家罗伯特·温思罗普·斯托勒曾预测，如果发现了如果任何此类遗骸，这种鸟类不会属于渡渡鸟和罗德里格斯渡渡鸟一样的渡渡鸟亚科（甚至不属于鸠鸽科）。
1974年，第一份鸟类亚化石遗骸在留尼汪岛上发现，为跗跖骨的下半部分；1987年，英国鸟类学家格雷厄姆·斯图尔特·考尔斯认为这是鹳的新种，属于鹳属。遗骸是在洞穴中发现，表明这只鸟是被早期的定居者带到此处吃掉的。据推测，这部分遗骸属于勒加描述的一种大型神秘鸟类，某些鸟类学家称其为“勒加巨鸟（Leguat's giant）”。如今认为“勒加巨鸟”是基于大红鹳在当地已经灭绝的种群描述的。同样在1987年，又一块鹮的亚化石跗跖骨在洞穴中发现，法国古生物学家塞西尔·穆雷-肖维雷和弗朗索瓦·穆图（François Moutou）将其描述为Borbonibis latipes（种加词意为“宽足”） ，并且认为这种鸟跟隐鹮属鸟类有一定亲缘关系。
1994年，考尔斯表示他曾经报告为“鹳”的遗骸应该属于Borbonibis属，理由是两者跗跖骨十分相似。1987年的发现促使英国生物学家安东尼·斯蒂芬·奇克向Borbonibis属的描述者之一提出，这些亚化石可能属于“孤鸽”。1995年，法国生态学家让-米歇尔·普罗布斯特（Jean-Michel Probst）报告称前一年在留尼汪岛发掘期间发现了一块鸟类下颌骨，并且推测可能属于鹮或“孤鸽”。同年，Borbonibis latipes的描述者也表示，这种鸟可能就代表了“留尼汪孤鸽”，并且将其重新分配到鹮属，并且结合了埃德蒙·德塞利·隆尚在1848年为“孤鸽”创造的二名法学名，使用种加词（Borbonibis latipes于是成为次异名）。其作者指出，相比于渡渡鸟亚科，过去的描述符合鹮的外貌和行为，尤其是其相对短且直的下颌骨，而且在某些地区鹮的遗骸非常丰富；如果当时的笔者从未提到这种相对常见的鸟类，反而提到了后来通过化石发现的大量其他物种，就十分奇怪了。

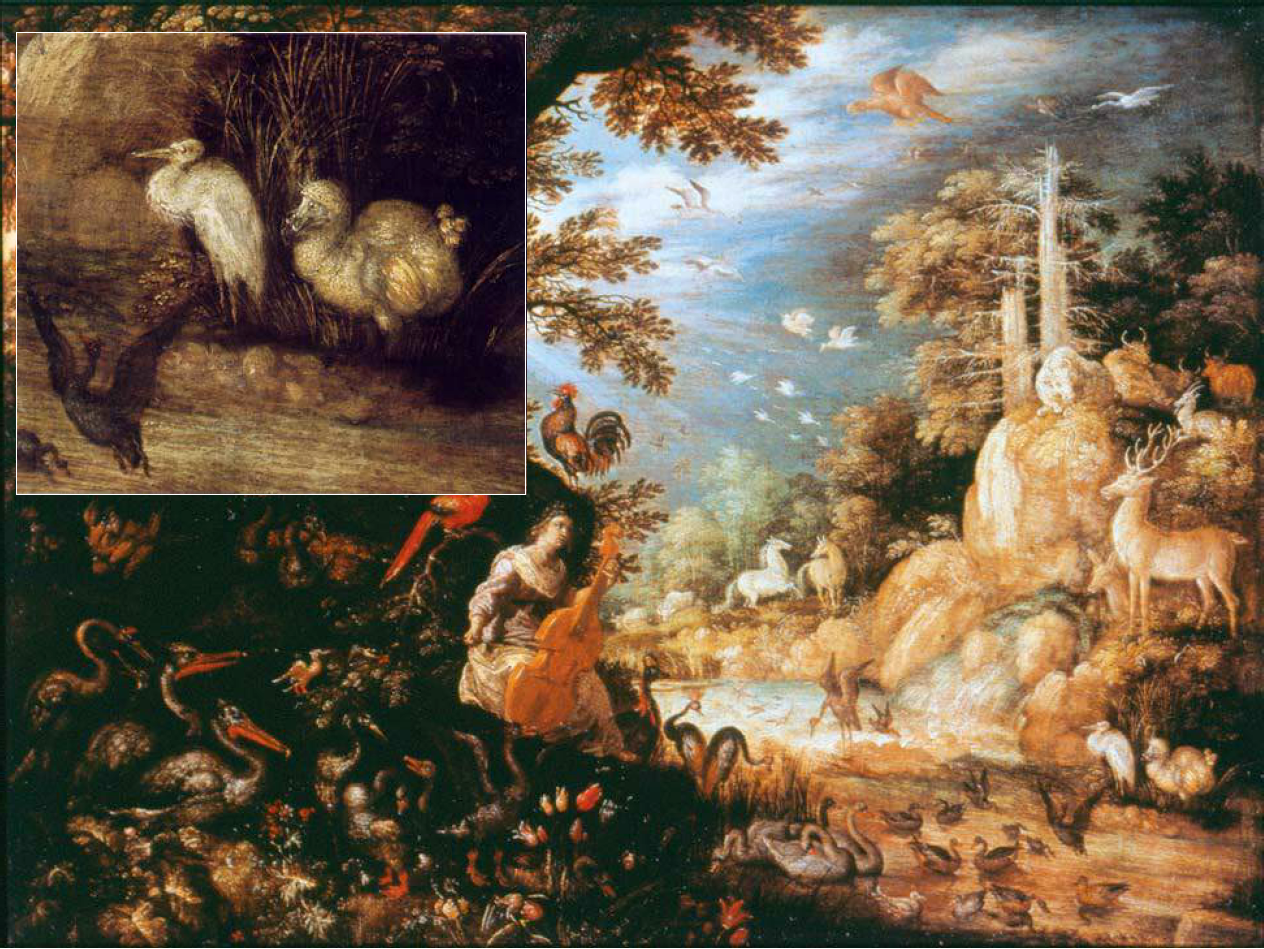
1611年，鲁兰·萨弗赖在右下角画了一只白色渡渡鸟

2003年，西班牙生物学家阿图罗·巴列多尔·德洛索亚（Arturo Valledor de Lozoya）研究了17世纪白色渡渡鸟的来源；2004年，马斯克林生物群的专家奇克和朱利安·休姆也独立研究了该课题。维特霍斯和荷尔斯泰因的化作显然有互相借鉴，而很可能是维特霍斯从荷尔斯泰因的作品中抄画了一只渡渡鸟，因为荷尔斯泰因的作品时间更早，后续所有的白色渡渡鸟大概都是基于这二人的画作所作。据上述作者所述，这些画作似乎都源自一幅之前未曾报道的画作《俄尔普斯与群兽一景》（Landscape with Orpheus and the Animals），是鲁兰·萨弗赖在约1611年时创作的。这只渡渡鸟显然是按照当时在布拉格的一份剥制标本所画；在神圣罗马皇帝鲁道夫二世的收藏中，有一套标本提到了一只名为“walghvogel”（古荷兰语中渡渡鸟的意思）的鸟类，并将其描述为有着“肮脏的灰白色”羽毛。而萨弗赖是1607—1611年间受雇为其作画。
萨弗赖随后几张渡渡鸟的画作都呈灰色，可能是他之后见过了正常的标本。奇克和休姆如此总结，作为参考的标本由于白化病呈现白色，将这只鸟从毛里求斯带回欧洲也正是这个原因。巴列多尔·德洛索亚却表示，浅色羽毛可能是幼鸟特征，剥制标本漂白导致，或只是艺术创作的自由发挥。2018年，英国鸟类学家乔利恩·C·帕里什（Jolyon C. Parish）和奇克又表示，考虑到画作的主题，可能是1614年后才完成，甚至延后至1626年后。
已经有大量各部位的亚化石骨骼被认定属于留尼旺白䴉，而在留尼汪岛上还尚未发现类似渡渡鸟的鸟类遗骸。此后也有少数的研究并不认可“孤鸽”为一种鹮，甚至认为“白色渡渡鸟”是一种真实存在的物种。英国作家埃勒尔·富勒认同那些17世纪画作并非描绘了留尼汪岛上的鸟，但却怀疑发现的鹮类亚化石是否足以与“孤鸽”的叙述联系起来。他指出，并没有证据表明这种灭绝的鹮在欧洲人抵达留尼汪岛时仍然存活。奇克和休姆对此类观点予以否定，认为这些人不过是“相信”、“希望”岛上存在渡渡鸟而已。

### 进化
留尼汪岛是一个火山岛，仅有三百万年的历史，而毛里求斯岛和罗德里格斯岛上无法飞行的渡渡鸟亚科物种都要追溯到800—1000万年。根据奇克和休姆的说法，这两种鸟类在经过超过五百万年适应岛屿环境后，可能就失去了飞行能力。因此，这些不飞鸟不太可能从原来的岛屿上前往留尼汪岛定殖，因而只有能够飞行的物种在留尼汪岛上有近缘种。三百万年足以使留尼汪岛上的鸟类进化出不飞或飞行能力较弱的特征，但穆雷-肖维雷及其同事指出，这些物种可能在30万至18万年前就因内日峰火山喷发而灭绝。因此，最近发现的物种很可能是该事件后，从非洲大陆或马达加斯加重新在该岛定殖的动物的后代，而这段时间并不足以使鸟类完全失去飞行能力。
1995年，穆雷-肖维雷及其同事进行了一项生物形态学研究，表示留尼旺白䴉最近的现存亲缘中是非洲的埃及圣鹮和澳大利亚的蓑颈白鹮。奇克和休姆却称最近的物种为马岛白鹮，因而该物种为非洲起源。

## 描述

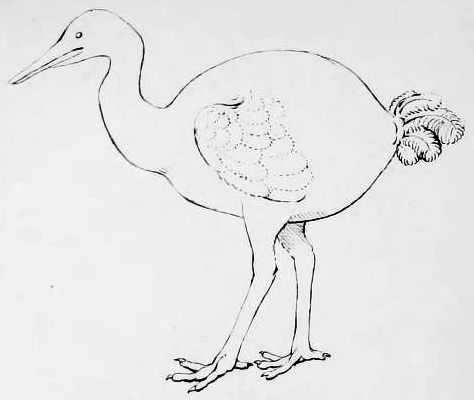
赫尔曼·施莱格尔于1854年基于迪布瓦的描述所绘制的复原图，类似鹮或鹳，而不是渡渡鸟

当时的叙述都将该物种描述为羽毛白色和灰色，并混有一些黄，翼尖和尾羽呈黑色，颈部和腿都很长，飞行能力有限。迪布瓦在1674年的叙述中，更加详细地描述了这种鸟类，下面是斯特里克兰（Strickland）在1848年翻译的内容：
“孤鸽”。这种鸟类因为总是独处而得名。其体型如同一只大鹅，浑身白色，翅膀尖端和尾羽黑色。尾羽和鸵鸟十分相似；颈长，喙似丘鹬，但更大些；腿脚形似火鸡。这种鸟行动主要依靠奔跑，基本不会飞。

Solitaires. These birds are so called because they always go alone. They are the size of a large Goose, and are white, with the tips of the wings and tail black. The tail feathers resemble those of an Ostrich; the neck is long, and the beak is like that of a Woodcock, but larger; the legs and feet like those of Turkeys. This bird has recourse to running, as it flies but very little.
据莫雷-肖维雷及其同事所说，文中提及的羽毛颜色与亲缘中埃及圣鹮、蓑颈白鹮相似，亦是整体白色和光亮的黑色。在繁殖季，埃及圣鹮背部和翼尖的装饰羽看上去很类似鸵鸟羽毛，这与迪布瓦的描述恰好相应。此外，1994年发现的一块亚化石下颚显示，留尼汪骨骼的喙与一般的鹮相比，更加短而直，因而迪布瓦将其比作丘鹬。奇克和休姆则表示，迪布瓦原文中所用的法语词“bécasse”通常翻译成“丘鹬”（woodcock），但也可以表示蛎鹬，这种鸟类的喙长而直，但是稍微粗一些。他们还指出，最后一句的翻译有误，其原意是这种鸟追着跑就能抓到。而其他作者提到的亮丽羽色，可能如蓑颈白鹮一样，是结构色所致。
留尼旺白䴉的亚化石显示，这种鸟类比埃及圣鹮和蓑颈白鹮更为强壮，体重可能更重，且头部更大，不过大多数特征还是一致的。据休姆所说，其体长不超过65厘米，与埃及圣鹮相似。留尼旺白䴉的翼骨上有粗糙的突起，与那些使用翅膀战斗的鸟类类似。这种鸟可能已经失去了飞行能力，但这一点并没有在骨骼结构上留下明显痕迹；虽然目前尚未收集到完整的骨骼，但在已知的胸部骨骼中，只有一个特征表明其飞行能力有所减弱。其喙骨较长，桡骨和尺骨也像会飞的鸟类一样粗壮，但掌骨和小翼指之间存在的一个特别的孔洞，这仅在某些不会飞的鸟类中发现过，例如某些平胸鸟、企鹅以及几种已灭绝的物种。 

## 习性与生态

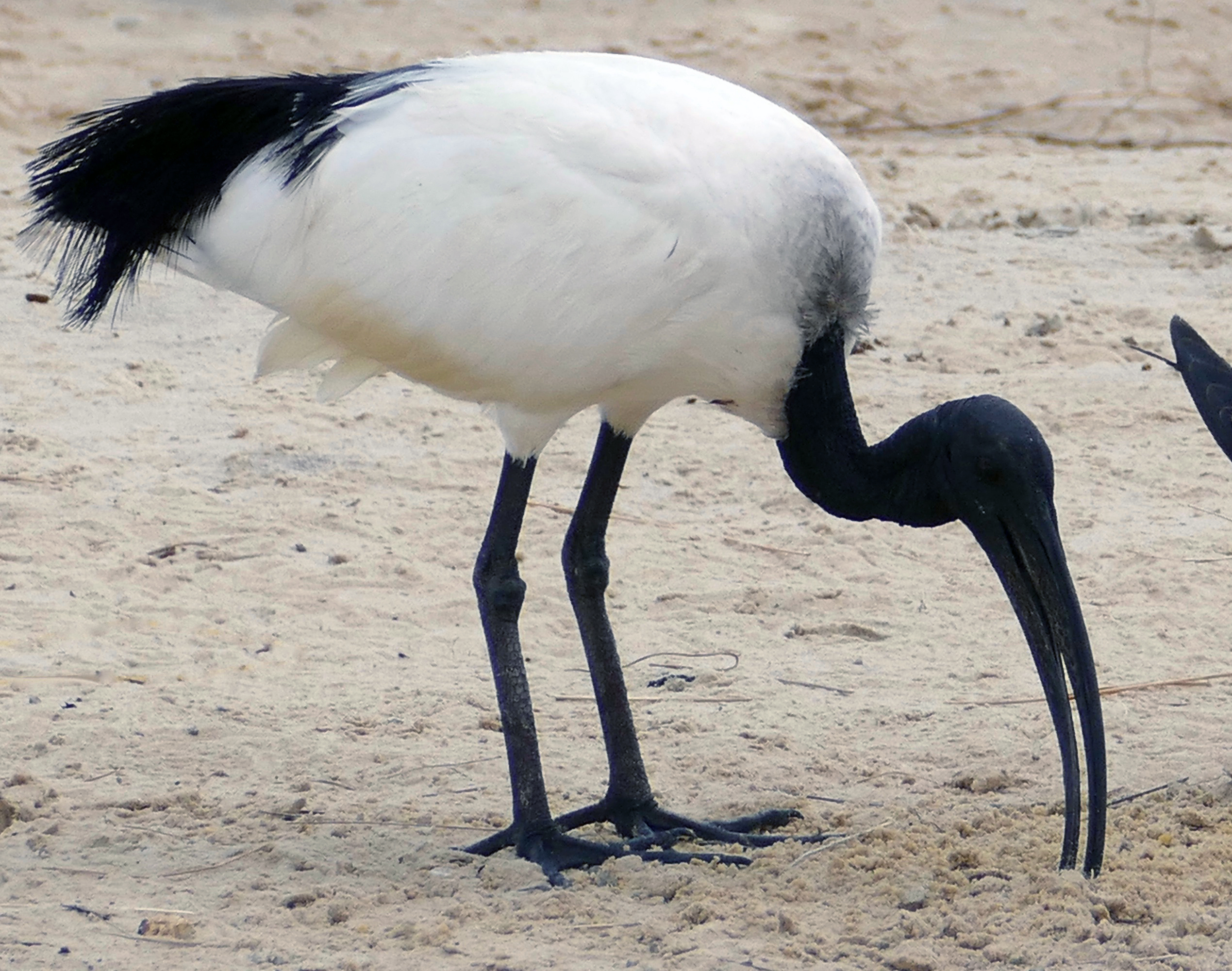
据说留尼旺白䴉在土壤中觅食，有如埃及圣鹮

由于当时的叙述并不能统一“孤鸽”是完全不飞还是仍有一些飞行能力，莫雷-肖维雷及其同事表示，这可能跟季节性脂肪循环有关，也就是这种鸟在寒冷季节会积蓄脂肪，但炎热季节就会瘦下来；有可能在比较肥胖的时候无法飞行，但此外的事件就可以。然而，迪布瓦特别指出了“孤鸽”并没有脂肪循环，这与留尼汪岛上其他大多数鸟类不同。关于其食性和具体栖息地的唯一记载来自法国制图师让·弗耶在1708年的描述，这也是最后一次有关该物种活体个体的记录：
孤鸽的体型与一般的火鸡相似，颜色灰白。栖息于山巅。食物只有在土壤表面或土壤中觅来的蠕虫和腐物。

The solitaires are the size of an average turkey cock, grey and white in colour. They inhabit the tops of mountains. Their food is only worms and filth, taken on or in the soil.
弗耶所描述的食性和觅食模式与鹮十分相似，而渡渡鸟亚科的成员普遍认为是果食性的。迪布瓦将其归类为陆鸟，所以应该并不栖息在鹮类典型的栖息地，例如湿地。留尼汪紫水鸡也是如此，并不生活在紫水鸡的常见栖息地沼泽，而是森林中。奇克和休姆提出，这些留尼汪岛的鸟类的祖先是在沼泽尚未形成时就在岛上定殖，因而适应了其他栖息地。至于为何没有在毛里求斯岛上定殖，可能是因为早先占据类似生态位的红秧鸡已经栖息在岛上。
留尼旺白䴉似乎栖息在高海拔地区，并且分布比较狭窄。早期访客的叙述表明，这种鸟在他们的登陆地点附近就能发现，但到1667年时，就只能在偏远地区发现。这种鸟可能在东部低地存活到了1670年代。尽管许多17世纪晚期的记录称这种鸟是优秀的食物来源，但弗耶却表示味道很差。这可能是因为这种鸟为了躲避破坏其巢穴的猪，迁移到地形更崎岖、海拔更高的地区，因而食性发生了改变。由于其飞行能力有限，所以可能是在地面筑巢。
留尼汪岛上许多其他特有种在人类殖民，岛屿的生态系统遭到破坏后便灭绝了。留尼旺白䴉与留尼汪椋鸟、马斯卡林鹦鹉、回声鹦鹉、留尼汪紫水鸡、留尼汪角鸮、留尼汪夜鹭、Nesoenas mayeri duboisi等近代灭绝的鸟类一同生活过；此外还有灭绝的爬行动物，如Cylindraspis indica和为描述的Leiolopisma属石龙子；马斯克林狐蝠和一种蜗牛Tropidophora carinata也曾栖息在留尼汪岛和毛里求斯岛，但随后便全部从岛上消失了。

## 灭亡

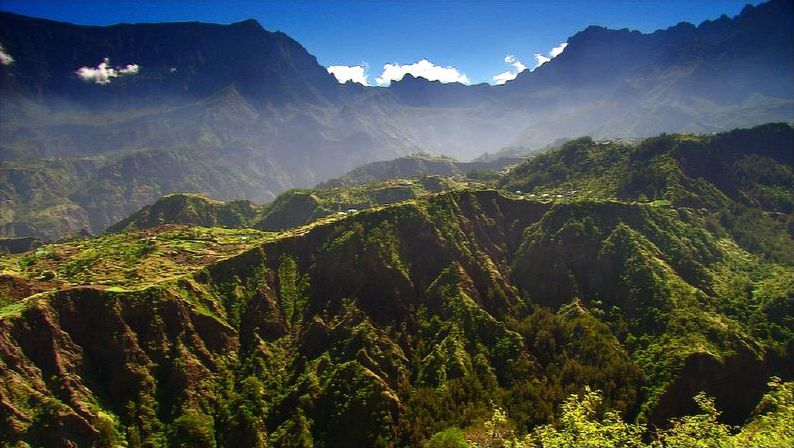
留尼汪岛上的山峰；人类及其带来的动物到来后，这种鸟的栖息地可能就局限在高海拔地区

人类定居留尼汪岛的过程中，留尼旺白䴉似乎逐渐被局限在山巅区域。猫、鼠等引入的捕食者也对其造成了损害。过度捕猎同样是其中一个因素，有多份当时的记录表明这种鸟遭到猎食。1625年，约翰·塔顿描述了这种鸟博客哦安排岛屿温驯性，捕猎也十分容易，同时也提到了被大量食用的情况：
这里有大量的陆地禽类，有大有小，大群的鸽子、巨大的鹦鹉等等；还有一种大如火鸡的大型禽类，十分肥胖，翅膀很短，飞不起来，白色，行为温顺：其他禽类也是如此，枪声响起也并不恐惧。我们用石头、木棍就能将其打倒。十个人抓到的鸟就够四十个人吃一天。

There is store of land fowle both small and great, plenty of Doves, great Parrats, and such like; and a great fowle of the bignesse of a Turkie, very fat, and so short winged, that they cannot fly, being white, and in a manner tame: and so be all other fowles, as having not been troubled nor feared with shot. Our men did beat them down with sticks and stones. Ten men may take fowle enough to serve fortie men a day.
1671年，梅莱（Melet）提到了该物种很适合烹饪，并描述了岛上对几种鸟类的屠杀：
另一种被称作孤鸽的鸟非常好吃，翅膀和脖子上的羽毛也是多彩亮丽，十分漂亮，闪闪发光……这里的鸟类混乱不堪，而且非常温顺，因此无需使用火器狩猎，只需用一根小棍或木杖便可轻易将其打死。在受允许进入森林的五六天内，我们就杀了大量的鸟，以至于我们的将军德拉艾（de La Haye）不得不禁止任何人离开营地百步以外。他担心整个区域会因此被毁灭，因为只需活捉一只鸟，让它鸣叫起来，片刻间整个鸟群就会飞来栖息在人的身上，所以常常不用换位置便可杀掉数百只。但是，他又考虑到要彻底消灭这么多的鸟是不可能的，因此就又允许大家捕杀，这让所有人都高兴得不得了，毕竟不花一分钱就能得到如此丰盛的食物。

(A)nother sort of bird called solitaires which are very good (to eat) and the beauty of their plumage is most fascinating for the diversity of bright colours that shine on their wing and around their necks... There are birds in such great confusion and so tame that it is not necessary to go hunting with firearms, they can so easily be killed with a little stick or rod. During the five or six days that we were allowed to go into the woods, so many were killed that our General [de La Haye] was constrained to forbid anyone going beyond a hundred paces from the camp for fear the whole quarter would be destroyed, for one needed only to catch one bird alive and make it cry out, to have in a moment whole flocks coming to perch on people, so that often without moving from one spot one could kill hundreds. But, seeing that it would have been impossible to wipe out such a huge quantity, permission was again given to kill, which gave great joy to everyone, because very good fare was had at no expense.
最后一份有关留尼汪岛上“孤鸽”的叙述出自1708年弗耶的手笔，其中表明这种鸟类是在当世纪的早期灭绝。1820年代，法国领航员路易·德弗雷西内询问一个年老的奴隶“drontes”（古荷兰语中代表渡渡鸟的词）的事情，据说当他的父亲尚是婴儿时（也就是一个世纪前），这种鸟类还存在于圣约瑟夫附近，但这一记载可能并不可靠。奇克和休姆推测，流浪猫最初在低地捕猎当地的野生动物，后来转向更高的内陆地区，而这些地区可能是留尼旺白䴉最后的堡垒，因为猪是无法到达这些区域的。现在普遍认为该物种大约在1710至1715年之间灭绝。